# Grande Prêmio de Indianápolis de Motovelocidade de 2010
O Grande Prêmio de Indianápolis de 2010 foi a décima primeira etapa da Temporada de MotoGP de 2010. Aconteceu entre os dias 27 e 29 de agosto de 2010 no Indianapolis Motor Speedway, localizado em Speedway, Estados Unidos.

## Classificação da MotoGP
| Pos | No | Piloto           | Construtor | Voltas | Tempo/Aband. | Grid | Pontos |
| --- | -- | ---------------- | ---------- | ------ | ------------ | ---- | ------ |
| 1   | 26 | Dani Pedrosa     | Honda      | 28     | 47:31.615    | 5    | 25     |
| 2   | 11 | Ben Spies        | Yamaha     | 28     | +3.575       | 1    | 20     |
| 3   | 99 | Jorge Lorenzo    | Yamaha     | 28     | +6.812       | 2    | 16     |
| 4   | 46 | Valentino Rossi  | Yamaha     | 28     | +12.633      | 7    | 13     |
| 5   | 4  | Andrea Dovizioso | Honda      | 28     | +21.885      | 4    | 11     |
| 6   | 69 | Nicky Hayden     | Ducati     | 28     | +35.138      | 3    | 10     |
| 7   | 58 | Marco Simoncelli | Honda      | 28     | +36.740      | 8    | 9      |
| 8   | 19 | Álvaro Bautista  | Suzuki     | 28     | +36.825      | 11   | 8      |
| 9   | 41 | Aleix Espargaró  | Ducati     | 28     | +44.905      | 14   | 7      |
| 10  | 40 | Héctor Barberá   | Ducati     | 28     | +51.368      | 16   | 6      |
| 11  | 65 | Loris Capirossi  | Suzuki     | 28     | +55.386      | 10   | 5      |
| 12  | 7  | Hiroshi Aoyama   | Honda      | 28     | +57.903      | 13   | 4      |
| 13  | 14 | Randy de Puniet  | Honda      | 28     | +1:04.139    | 17   | 3      |
| Ret | 36 | Mika Kallio      | Ducati     | 18     | Acidente     | 15   |        |
| Ret | 5  | Colin Edwards    | Yamaha     | 16     | Abandono     | 9    |        |
| Ret | 27 | Casey Stoner     | Ducati     | 7      | Acidente     | 6    |        |
| Ret | 33 | Marco Melandri   | Honda      | 2      | Acidente     | 12   |        |

## Classificação da Moto2
A corrida foi interrompida após a primeira a volta devido ao acidente envolvendo Shoya Tomizawa e Michael Ranseder. Depois do reinicio, a corrida foi completada com a distância reduzida de 17 voltas.
| Pos | No | Piloto              | Construtor  | Voltas | Tempo/Aband.                 | Grid | Pontos |
| --- | -- | ------------------- | ----------- | ------ | ---------------------------- | ---- | ------ |
| 1   | 24 | Toni Elías          | Moriwaki    | 17     | 30:27.480                    | 6    | 25     |
| 2   | 60 | Julián Simón        | Suter       | 17     | +0.405                       | 1    | 20     |
| 3   | 45 | Scott Redding       | Suter       | 17     | +4.227                       | 3    | 16     |
| 4   | 29 | Andrea Iannone      | Speed Up    | 17     | +5.978                       | 26   | 13     |
| 5   | 3  | Simone Corsi        | MotoBi      | 17     | +7.058                       | 4    | 11     |
| 6   | 40 | Sergio Gadea        | Pons Kalex  | 17     | +9.432                       | 8    | 10     |
| 7   | 12 | Thomas Lüthi        | Moriwaki    | 17     | +9.815                       | 17   | 9      |
| 8   | 2  | Gábor Talmácsi      | Speed Up    | 17     | +10.141                      | 16   | 8      |
| 9   | 42 | Jason Di Salvo      | FTR         | 17     | +17.564                      | 27   | 7      |
| 10  | 8  | Anthony West        | MZ-RE Honda | 17     | +17.592                      | 5    | 6      |
| 11  | 77 | Dominique Aegerter  | Suter       | 17     | +17.618                      | 21   | 5      |
| 12  | 63 | Mike Di Meglio      | Suter       | 17     | +20.527                      | 22   | 4      |
| 13  | 71 | Claudio Corti       | Suter       | 17     | +26.008                      | 14   | 3      |
| 14  | 80 | Axel Pons           | Pons Kalex  | 17     | +28.353                      | 28   | 2      |
| 15  | 68 | Yonny Hernandez     | BQR-Honda   | 17     | +30.480                      | 23   | 1      |
| 16  | 25 | Alex Baldolini      | ICP         | 17     | +30.538                      | 20   |        |
| 17  | 34 | Roger Lee Hayden    | Moriwaki    | 17     | +31.860                      | 29   |        |
| 18  | 53 | Valentin Debise     | ADV         | 17     | +32.255                      | 31   |        |
| 19  | 9  | Kenny Noyes         | Promoharris | 17     | +32.500                      | 30   |        |
| 20  | 52 | Lukáš Pešek         | Moriwaki    | 17     | +32.529                      | 15   |        |
| 21  | 39 | Robertino Pietri    | Suter       | 17     | +44.569                      | 33   |        |
| 22  | 5  | Joan Olivé          | Promoharris | 17     | +44.956                      | 36   |        |
| 23  | 41 | Arne Tode           | Suter       | 17     | +52.993                      | 32   |        |
| 24  | 88 | Yannick Guerra      | Moriwaki    | 17     | +57.481                      | 39   |        |
| 25  | 44 | Roberto Rolfo       | Suter       | 17     | +1:16.404                    | 19   |        |
| 26  | 72 | Yuki Takahashi      | Tech 3      | 14     | +3 voltas                    | 13   |        |
| Ret | 95 | Mashel Al Naimi     | BQR-Honda   | 12     | Abandono                     | 38   |        |
| Ret | 16 | Jules Cluzel        | Suter       | 11     | Acidente                     | 18   |        |
| Ret | 14 | Ratthapark Wilairot | Bimota      | 8      | Abandono                     | 7    |        |
| Ret | 35 | Raffaele de Rosa    | Tech 3      | 6      | Abandono                     | 10   |        |
| Ret | 65 | Stefan Bradl        | Suter       | 5      | Abandono                     | 9    |        |
| Ret | 4  | Ricard Cardus       | Bimota      | 2      | Acidente                     | 35   |        |
| Ret | 11 | Yusuke Teshima      | MotoBi      | 2      | Acidente                     | 37   |        |
| Ret | 55 | Héctor Faubel       | Suter       | 1      | Acidente                     | 2    |        |
| Ret | 6  | Alex Debón          | FTR         | 1      | Acidente                     | 34   |        |
| Ret | 61 | Vladimir Ivanov     | Moriwaki    | 1      | Acidente                     | 25   |        |
| DNS | 48 | Shoya Tomizawa      | Suter       |        | Acidente na primeira largada | 24   |        |
| DNS | 56 | Michael Ranseder    | Suter       |        | Acidente na primeira largada | 11   |        |
| DNS | 10 | Fonsi Nieto         | Moriwaki    |        | Lesionado                    | 12   |        |
| DNS | 17 | Karel Abrahám       | FTR         |        | Não largou                   | 40   |        |

## Classificação da 125cc
Marc Márquez foi punido com o acréscimo de 20 segundos no tempo de prova por cortar chicane.
| Pos | No | Piloto              | Construtor | Voltas | Tempo/Aband.    | Grid | Pontos |
| --- | -- | ------------------- | ---------- | ------ | --------------- | ---- | ------ |
| 1   | 40 | Nicolás Terol       | Aprilia    | 23     | 42:19.223       | 2    | 25     |
| 2   | 11 | Sandro Cortese      | Derbi      | 23     | +4.995          | 4    | 20     |
| 3   | 44 | Pol Espargaró       | Derbi      | 23     | +10.856         | 5    | 16     |
| 4   | 7  | Efrén Vázquez       | Derbi      | 23     | +15.402         | 6    | 13     |
| 5   | 12 | Esteve Rabat        | Aprilia    | 23     | +19.912         | 10   | 11     |
| 6   | 99 | Danny Webb          | Aprilia    | 23     | +20.093         | 11   | 10     |
| 7   | 35 | Randy Krummenacher  | Aprilia    | 23     | +20.702         | 13   | 9      |
| 8   | 23 | Alberto Moncayo     | Aprilia    | 23     | +26.797         | 15   | 8      |
| 9   | 94 | Jonas Folger        | Aprilia    | 23     | +27.666         | 12   | 7      |
| 10  | 93 | Marc Márquez        | Derbi      | 23     | +39.840         | 1    | 6      |
| 11  | 53 | Jasper Iwema        | Aprilia    | 23     | +46.153         | 19   | 5      |
| 12  | 39 | Luis Salom          | Aprilia    | 23     | +52.556         | 7    | 4      |
| 13  | 14 | Johann Zarco        | Aprilia    | 23     | +54.354         | 8    | 3      |
| 14  | 84 | Jakub Kornfeil      | Aprilia    | 23     | +54.402         | 18   | 2      |
| 15  | 32 | Lorenzo Savadori    | Aprilia    | 23     | +1:07.208       | 21   | 1      |
| 16  | 72 | Marco Ravaioli      | Lambretta  | 23     | +1:24.117       | 25   |        |
| 17  | 15 | Simone Grotzkyj     | Aprilia    | 23     | +1:25.890       | 14   |        |
| 18  | 87 | Luca Marconi        | Aprilia    | 23     | +1:53.618       | 26   |        |
| Ret | 71 | Tomoyoshi Koyama    | Aprilia    | 14     | Abandono        | 9    |        |
| Ret | 38 | Bradley Smith       | Aprilia    | 12     | Acidente        | 3    |        |
| Ret | 26 | Adrian Martin       | Aprilia    | 12     | Abandono        | 20   |        |
| Ret | 63 | Zulfahmi Khairuddin | Aprilia    | 11     | Abandono        | 23   |        |
| Ret | 78 | Marcel Schrotter    | Honda      | 8      | Acidente        | 17   |        |
| Ret | 55 | Isaac Viñales       | Lambretta  | 3      | Acidente        | 22   |        |
| Ret | 69 | Louis Rossi         | Aprilia    | 1      | Abandono        | 24   |        |
| DNS | 5  | Alexis Masbou       | Aprilia    |        | Não largou      | 16   |        |
| DNQ | 90 | Kristian Lee Turner | Aprilia    |        | Não qualificado |      |        |